# Christopher McCombs
Christopher Brian McCombs (nacido el 25 de agosto de 1980) es un actor estadounidense, modelo, escritor y productor. Es conocido por su rol como Chris en la serie de comedia japonesa llamada The Benza y el spin off "Benza English", en el rol de Michael en la serie japonesa de Netflix "Followers" y DJ Chris en la serie de televisión de TV Asahi "Kodawari Navi". También es conocido por su rol como Hoteye en el life action de la serie de animación japonesa Fairy Tail.
Christopher habla japonés de manera fluida, y ha ganado numerosos premios por su actuación en roles de habla inglesa y japonesa.

## Primeros años
Christopher nació en Geniva, Ohio. Se mudó a Cleveland con su madre a temprana edad, la profesora Karen Callahan. Comenzó sus clases de actuación y modelaje profesional en el instituto, cuando uno de sus profesores insistió en que Chris debía participar en audiciones para futuros shows.

## Carrera
En 2010, Christopher comienza su carrera de actor y modelaje en la televisión japonesa, empezando por series como Tokyo MX Go Ji Ni Muchuu, NHK Educational TV Omotenashi No Kiso Eigo y Ei Ei Go, TV Asahi Kodawari Navi, y NHK Bento Expo. También trabajó como reportero en programas como NHK World J-Trip Plan.
En 2015, Chris crea la productora independiente Tokyo Cowboys con el objetivo de ayudar a actores y actrices extranjeros a conseguir papeles donde pudieran dar su máximo potencial en el mundo del entretenimiento en Japón. Bajo la supervisión de la presidenta de la agencia FreeWave Entertainment, Mutsumi Takahashi, Christopher comienza a crear un equipo creativo compuesto por artistas y creadores tanto japoneses como extranjeros. Con el objetivo principal de crear cortos y series donde todos puedan participar, en 2018 crean la serie llamada Till Death, y en 2019 nace The Benza en Amazon Prime Video. Christopher participó en esta última serie como protagonista, productor y escritor.
En 2020, Christopher trabaja en el spin-off de la serie The Benza, llamada Benza English. Mientras tanto, trabaja también en programas de televisión de manera regular como TV Asahi, NHK, and NHK Educational TV, y comienza a aparecer en Nippon Television Zip!, un noticiario de mañanas japonés.
2024 Protagoniza, junto a Christopher Nishizawa, el film japonés "Aichaku".
También es el guionista.

## Premios y menciones honoríficas
Al ser capaz de interpretar sus roles tanto en japonés como en inglés, Christopher ha ganado numerosos premios por su actuación.
El más destacable es su premio a mejor actor por su actuación en el corto "Actor and the Model" en el Formosa Festival of International Film en Taiwán al igual que el premio the Rising Star en el Seoul Webfest de Korea 2018, en la edición de 2019 ganó el premio a mejor actor principal gracias a la serie The Benza. También consiguió una mención por su trabajo como escritor y guionista.
| Premio              | Categoría   | Candidata/o                     | Resultado |
| ------------------- | ----------- | ------------------------------- | --------- |
| Seoul Webfest       | Mejor Actor | Christopher McCombs             | Ganadora  |
| New Jersey Web Fest | Mejor Dúo   | Christopher McCombs y Kyle Card | Ganadora  |